# ジャーマン・チョン
ジャーマン・チョン（張文傑、German Cheung, 1985年12月3日 - ）は香港の俳優、アクション監督。
2023年にアクション俳優学校「SWACK」を開校した。

## 略歴
ジャーマン・チョンは幼いころから父親の影響を受け、3歳から中国武術に触れ始めた。10歲の時に父親の張孝慈と伯父の張存から正式に中国武術とアクロバットを学び、彼らについて各地で公演を行った。現在は、詠春拳、テコンドー、ムエタイ、ボクシングなど多様な武術に精通している。
2001年、テレビ・映画業界で活動を開始し、スタントやアクション指導などを務めた。2001年、2002年には、深圳市伝統武術大会で一等、二等を獲得した。
2009年に俳優として本格デビューし、『ファイヤー・ストーム』『カンフー・ジャングル』『ワイルド・シティ』『スカイ・オン・ファイア　奪われたiPS細胞』『スーパーティーチャー 熱血格闘』『レイジング・ファイア』『地產仔』『神探大戦』『未来戦記』など多数の映画・ドラマに出演。
近年は、『特務肥姜2.0 MV』『紮職2』『紮職3』などの動作指導と動作デザインも担当している。2023年に天火娛樂文化有限公司に入社、2023年10月にアクション俳優学校「SWACK」を開校した。

### 人物
- 動物が好きで、これまでに猫、犬、キンイロヒキガエル、ヤモリをペットとして飼育している[6]。
- パーソナルトレーナーも務め、Jessica C.、テレサ・フー、劉璇、周秀娜に武術を教えた[7]。

## 主な出演作品

### 映画
| 年              | 題名                                                                 | 役名                     | 備考                   |
| --------------- | -------------------------------------------------------------------- | ------------------------ | ---------------------- |
| 2001年          | DNA 複製人                                                           |                          | アクション副監督を兼任 |
| 2002年          | テラコッタ・ソルジャー 極地皇陵                                      |                          | アクション副監督を兼任 |
| 2004年          | 少林キョンシー 少林殭屍                                              | 殭屍王                   | アクション副監督を兼任 |
| 2006年          | カンフー無敵 功夫無敵                                                | 五十郎                   | アクション副監督を兼任 |
| 2008年          | Largo Winch （フランスアクション映画）                               |                          | アクション副監督を兼任 |
| 2008年          | 大四喜 The Luckiest Man                                              | 鬼見愁2                  | 俳優、アクション副監督 |
| 2009年          | カンフーシェフ 功夫廚神                                              | シェフ2                  | 俳優、アクション副監督 |
| 2010年          | The Blood Bond（アメリカアクション映画）                             |                          | アクション副監督を兼任 |
| 2010年          | ホーンティング・ラヴァー～血ぬられた恋人たち～ 借室還魂              |                          | アクション副監督を兼任 |
| 2011年          | ビーチ・スパイク! 熱浪球愛戰                                         |                          | アクション副監督       |
| 2012年          | 少年英雄伝シリーズ： - 軍閥年代 - 亂世出英雄 - 勇者無懼 - 少年當自強 | 大帥                     |                        |
| 2013年          | ファイヤー・ストーム 風暴                                            | 喪波(劫匪)               |                        |
| 2014年          | カンフー・ジャングル 一個人的武林                                    | 大輝（刑事）             |                        |
| 2015年          | ワイルド・シティ 迷城                                                | 阿超                     |                        |
| 2016年          | スカイ・オン・ファイア 奪われたiPS細胞 沖天火                        | 小將                     |                        |
| 2018年          | スーパーティーチャー 熱血格闘 大師兄                                 | 大威                     |                        |
| 2019年          | インビジブル・スパイ 使徒行者2：諜影行動                             | 覆面の暗殺者             |                        |
| 2019年          | ザ・フェイタル・レイド ～特殊機動部隊～ 不義之戰                     | 黑幫毒販Titan            |                        |
| 2019年          | 犯罪現場                                                             | 昌手下                   |                        |
| 2020年          | 冥通銀行特約：翻生爭霸戰                                             | 瘋哥                     |                        |
| 2021年          | レイジング・ファイア 怒火                                            | 朱旭明 (朱(チュー))      |                        |
| 2021年          | 假冒女團                                                             | カメラマン               |                        |
| 2022年          | 神探大戦 神探大戰                                                    | 張仁傑                   |                        |
| 2022年          | 極道統一 邊緣行者                                                    | 山七                     |                        |
| 2022年          | 未来戦記 明日戰記                                                    | B16区空戦部隊015戦機隊員 |                        |
| 2023年          | 紮職2                                                                | 厊厏                     | アクション監督を兼任   |
| 2023年          | 爆裂點                                                               | 阿虎                     |                        |
| 2024年          | トワイライト・ウォリアーズ 決戦! 九龍城砦 九龍城寨之圍城             | 四仔（セイジャイ）       |                        |
| 2024年          | 紮職3                                                                |                          | アクション監督         |
| 2024年          | プロセキューター 誤判                                                | 黃德倫                   |                        |
| 2025年          | 臨時決鬥                                                             | 陳偉斌                   |                        |
| 2025年          | 熱血燃燒（旧題：孤戰）                                               | 狗牙                     |                        |
| 2025年          | バイタル・サイン 送院途中                                            | 阿傑                     |                        |
| 2025年          | 風林火山                                                             | 暗殺者                   |                        |
| 2025年          | 拚命三郎                                                             |                          | アクション監督         |
| 未上映 / 撮影中 | 怒火漫延                                                             | 阿正                     |                        |
| 未上映 / 撮影中 | 火併（旧題：衝鋒）                                                   | 黑仔                     | アクション監督         |
| 未上映 / 撮影中 | 丫頭(網大)                                                           | 鋼炮                     |                        |
| 未上映 / 撮影中 | 一線生機                                                             | PACO                     |                        |
| 未上映 / 撮影中 | 內幕                                                                 | 殺手                     |                        |
| 未上映 / 撮影中 | 守闕者                                                               |                          |                        |

### TVドラマ
- 2012年：六個陌生人/ Strangers 6 - 富二代 役（兼 副アクション監督）
- 2016年：無間道/ Infernal Affairs - German 役
- 2018年：兄弟/Fist Fight - 拳擊教練 役
- 2020年：地產仔/ - 鄧少 役
- 2022年：冥冥之中/ - 九紋龍 役
- 2022年：黑金風暴/ - 戴立峰 役
- 2023年：極度俏郎君/ - 龍Sir 役
- 2025年：三命/ - 黒超 役
- 未放送：無懼/ - 牛精良 役（兼 アクション監督）[8]

### 配信ドラマ
- 2017年：蝕日風暴 - 拳王 役
- 2018年：心冤 / Stained - 喪B 役
- 2024年：太陽星辰/ - 盲標 役

### MV出演
- 2020年: FIESTER-『徘徘徊徊』
- 2020年: 吳業坤 - 『原始心態』
- 2021年: ギョン・トウ & 肥仔- 『特務肥姜2.0』（兼アクション監督）[9]
- 2021年: ジジ・リョン - 『流金歲月』
- 2023年: ジョイス・チェン - 『Believe Us』
- 2024年: ステフィー・タン - 『戲一場』

### 短片
- 2018年：Empty Gallery
- 2020年：Maan Faa Tung（萬花筒）[10][11]
- 2023年：硬上一層樓 Hard to the Next Level

## 受賞歴
- 2002年：第三回 深圳市伝統武術大会 – 少年組剣術、南拳一等賞
- 2001年：第二回 深圳市伝統武術大会 – 剣術二等賞